# Toyota A-BAT
De Toyota A-BAT is een conceptauto van het Japanse merk Toyota. De auto is gepresenteerd tijdens de North American International Auto Show van 2008. Het is nog niet bekend of de auto in productie zal worden genomen.

## Exterieur
De auto zou volgens Toyota de voorbode zijn van toekomstige pick-ups. De auto beschikt over een grote laadruimte die eventueel nog groter gemaakt kan worden door de cabine te openen en de achterbank plat te leggen. De A-BAT beschikt over een hybride aandrijving die de auto een milieuvriendelijk karakter moet geven. Verdere motorgegevens zijn nog niet bekendgemaakt. De auto heeft een stoer en robuust uiterlijk gekregen met 19" velgen en strakke lijnen.

## Interieur
Het dashboard is bekleed met zonnepanelen die gebruikt kunnen worden om extra stroom te geven voor bijvoorbeeld de ingebouwde computer of het toevoeren van extra stroom naar de accu's. Er is plaats voor vier inzittenden die elk over een eigen stoel beschikken. Naast een uitgebreid navigatiesysteem beschikt de auto over een zaklamp, een stopcontact, een harde schijf en is er de mogelijkheid om op internet te surfen.